# Odd Havrevold
Odd Wåge Havrevold, född 3 juli 1900 i Vestre Aker (nu tillhörande Oslo), död 1 maj 1991 i Oslo, var en norsk neurolog och psykiatriker.
Havrevold tog sin cand. med. 1926, och var privatpraktiserande neurolog och psykoterapeut i Oslo från 1934. Han tillhörde den första generationen norska psykoanalytiker, och blev internationellt känd genom sitt samarbete med de österrikisk-tyska analytikerna Otto Fenichel och Wilhelm Reich, som båda uppehöll sig i Norge på 1930-talet. Havrevolds vetenskapliga intressen låg inom fälten neurologi, endokrinologi och farmakologi, och han publicerade artiklar i norska och utländska facktidskrifter.
Han var bror till skådespelaren Olafr och författaren Finn Havrevold. Han var 1932–1940 gift med skådespelerskan Elisabeth Gording.